# Louis Verneuil
Louis Verneuil, pseudonimo di Louis Jacques Marie Collin du Bocage (Parigi, 14 maggio 1893 – Parigi, 3 novembre 1952), è stato un drammaturgo francese.

## Biografia
Nato a Parigi nel 1893, fu un versatile drammaturgo soprattutto per Sarah Bernhardt, zia acquisita. Attivo commediografo dal 1913, era sposato con Lysiane Bernhardt, la nipote della grande attrice francese. Il matrimonio, celebrato il 7 marzo 1921, finì con un divorzio nel 1923.
Molti dei lavori teatrali di Verneuil furono adattati fin dal 1918 per il cinema e, in seguito, anche per la televisione. Il commediografo apparve anche in alcuni film come attore.
Nel 1942, Verneuil pubblicò la biografia Meravigliosa vita di Sarah Bernhardt.

### La morte
Nel 1952, a 59 anni, Verneuil si suicidò tagliandosi la gola con un rasoio. È sepolto a Parigi nel cimitero di Père-Lachaise.

## Filmografia

### Sceneggiatore
- Y'a plus d'enfants
- La poltrona 47 (Le Fauteuil 47), regia di Gaston Ravel - lavoro teatrale (1926)
- Dora Nelson, regia di Mario Soldati (1935)
- Le Train pour Venise, regia di André Berthomieu (1938)
- Il prezzo dell'inganno (Deception), regia di Irving Rapper (1946)

### Attore
- Y'a plus d'enfants
- Due cuori e un'automobile
- Dora Nelson, regia di Mario Soldati (1935)
- La poltrona 47 (Le Fauteuil 47), regia di Fernand Rivers (1937)
- Le Train pour Venise, regia di André Berthomieu (1938)